# Иннялы
Иннялы́ (якут. Инньэли) — село в Ленском районе Республики Саха (Якутия) России. Входит в состав Толонского наслега.

## География
Село находится в юго-западной части Якутии, в пределах Приленского плато, на левом берегу реки Пеледуй, на расстоянии примерно 232 км (по прямой) к юго-западу от города Ленск, административного центра района. Абсолютная высота — 264 м над уровнем моря.
Самый западный населенный пункт Якутии.
Климат
Климат характеризуется как резко континентальный, с морозной зимой и относительно жарким летом. Средняя температура воздуха самого тёплого месяца (июля) составляет 22 °C; самого холодного (января) — −32 °C. Основное количество атмосферных осадков (75-80 % от годовой суммы) выпадает в период с апреля по октябрь. Снежный покров держится в течение 200—210 дней в году.
Часовой пояс
Село Иннялы находится в часовой зоне МСК+6. Смещение применяемого времени относительно UTC составляет +9:00.

## Население
| 2002 | 2010 | 2021 |
| ---- | ---- | ---- |
| 169  | ↘140 | ↘118 |

Половой состав
По данным Всероссийской переписи населения 2010 года в гендерной структуре населения мужчины составляли 57,9 %, женщины — соответственно 42,1 %.
Национальный состав
Согласно результатам переписи 2002 года, в национальной структуре населения русские составляли 85 % из 169 чел.

## Улицы
- ул. Береговая,
- ул. Таёжная,
- ул. Центральная[9].

## Инфраструктура
В селе функционируют дом культуры и библиотека.